# DRS (motorfiets)
Met DRS woprden twee historische merken motorfietsen aangeduid.

## Italië
In 1967 werd in Italië een poging gedaan om een 125cc-productieracer voor privérijders te ontwikkelen. De machine was zeer doordacht. De tweetaktmotor had een roterende inlaat, waterkoeling voor de liggende cilinder en luchtkoeling voor de cilinderkop. Boring en slag bedroegen 54 x 54 mm en de motor leverde 22 pk bij 19.800 tpm. Er was een versnellingsbak aan het blok vastgeschroefd, die zes versnellingen had, maar uitgebreid kon worden naar negen versnellingen. Deze wisseling kon gebeuren zonder het motorblok uit te bouwen. Het buisframe was een open brugframe met dragende motor. Het project werd waarschijnlijk voortijdig afgebroken.

## Duitsland
De Duitse motorcoureur en constructeur Peter Dürr ontwikkelde in de jaren zeventig onder dezelfde merknaam 50- en 125 wegracemotoren die tot begin jaren tachtig op kleine schaal zelfs in het wereldkampioenschap wegrace uitkwamen. De 125cc-racer was een watergekoelde tandemtwin met boven elkaar liggende cilinders en krukassen, waterkoeling en roterende inlaten. Hij leverde in 1974 30 pk bij 13.500 tpm.